# Sunny Jane
Tsotleho „Sunny“ Jane (* 17. Juli 1991 in Lesotho) ist ein lesothischer Fußballspieler.
Seit Oktober 2020 steht er im Aufgebot des Bantu FC mit Spielbetrieb in der Premier League, der höchsten Fußballliga in Lesotho.

## Vereinskarriere

### Karrierebeginn
Sunny Jane, der mit Jeff, James, Lepe und Mark vier Brüder hat, wurde am 17. Juli 1991 als Angehöriger der Basotho, einem Bergvolk im südlichen Afrika, und Sohn von Teboho und Majane Jane in Lesotho geboren. Im Alter von vier Jahren, nachdem er einen seiner in der lesothischen Nationalelf spielenden Brüder sah, startete auch er seine Karriere als Fußballspieler. Als 13-Jähriger kam er ohne seine Eltern in die Vereinigten Staaten, wo das Ehepaar Marc und Pam Maguire aus Louisville, Kentucky, seine gesetzliche Vormundschaft übernahmen. Bereits als 13-Jähriger trat er für die lesothische U-18-Nationalauswahl in Erscheinung, was unter anderem auch die Aufmerksamkeit von Thabane Sutu, einem ehemaligen Torhüter und Kapitän der lesothischen Nationalmannschaft, einbrachte, der ihn überhaupt erst in die Vereinigten Staaten lotste und beim Jugendverein United 1996 FC aufnahm.
Nachdem er als Halbwaise, sein Vater starb, nachdem er von der Minenarbeit krank wurde, nach Nordamerika gekommen war, besuchte er im fortgeschrittenen Alter die Trinity High School in der zur Metropolregion von Louisville gehörenden Stadt St. Matthews, wo er auch weiterhin als Fußballspieler in Erscheinung trat. Parallel dazu trat er unter dem gebürtigen Bosnier Braco Jusufović weiterhin beim United 1996 FC und wurde mit dem High-School-Team zweifacher State Champion. Ein individueller Erfolg für Jane war die Wahl zu einem All-State School Player und in die All-Star Selection. Weiters war er Teilnehmer am Generation Adidas ESP Showcase und wurde von TopDrawerSoccer.com zum zehntaussichtsreichsten Rekruten der USA gewählt. Über den bereits erwähnten Thabane Sutu kam auch Landsmann Lepe Seetane in die Vereinigten Staaten, der anfangs auch für United 1996 FC und die Trinity High School, sowie später College Soccer spielte und sogar bei der gleichen Pflegefamilie lebte.

### College Soccer an der UMCP
Seine Collegelaufbahn sollte ihn schließlich an die University of Maryland, College Park bringen, wo er im Herrenfußballteam der Maryland Terrapins in Erscheinung trat. In seinem ersten Spieljahr 2010 kam Jane anfangs zumeist als Joker von der Ersatzbank aus ins Spiel und konnte es bis zum Saisonende auf 19 Meisterschaftsauftritte bringen. Am Ende kam er auf eine Scorerwertung von sieben Punkten bestehend aus drei Treffern aus zwölf Torschüssen. Mit der Mannschaft konnte er sich in den acht Spielen der Atlantic Coast Men’s Soccer 2010 gegen die Konkurrenz durchsetzen und nach dem Gewinn dieser Meisterschaft an der nachfolgenden NCAA Division I Men’s Soccer Championship 2010 teil. Dort unterlag er mit dem Team, nach Siegen über die Penn Quakers in der zweiten Runde und die Penn State Nittany Lions im Semifinale, im Finalspiel gegen die Michigan State Spartans knapp in der Verlängerung.
Im Spieljahr 2011 konnte sich der Lesother als einer der dynamischsten Mittelfeldspieler im College Soccer dieser Saison beweisen, wobei er die teaminterne Vorlagenrangliste mit acht Assists anführte. Über die gesamte Saison hinweg wurde er, bis auf eine Partie, in allen Meisterschaftsspielen eingesetzt und wurde, als er mit der Mannschaft die Atlantic Coast Men’s Soccer 2011 auf Rang 2 hinter der North Carolina Tar Heels abschloss, sogar ins All-ACC-Second-Team gewählt. In der nachfolgenden NCAA Division I Men’s Soccer Championship 2011 schieden die Terrapins bereits in der dritten Runde der Regional 2 vom laufenden Wettbewerb aus und konnten nicht an der Leistung des Vorjahres anknüpfen. Über das gesamte Jahr gelang dem anfangs als Mittelfeldspieler und 10er ausgebildeten Sunny Jane lediglich ein Treffer. Eigentlich sollte er während der spielfreien Zeit am College auch als Spieler der River City Rovers in deren erster Saison in der Premier Development League in Erscheinung treten, jedoch kam diese Vereinbarung aus ungeklärten Gründen doch nicht zustande.
In weiterer Folge trat Jane auch als Flügelspieler in Erscheinung, so auch im Spieljahr 2012, als er in allen 24 Meisterschaftspartien zum Einsatz kam, wovon er in 21 von Beginn an am Feld war. Die Spielzeit beendete er mit zwei Treffern und vier Torvorlagen aus 24 Torschüssen und verhalf dem Team zum neuerlichen Meistertitel in der Atlantic Coast Men’s Soccer 2012. Weitaus erfolgreicher verlief auch die NCAA Division I Men’s Soccer Championship 2012, in der die Terrapins bis in die National Semifinals des College Cups vordrangen, dort jedoch der Georgetown im Elfmeterschießen unterlagen und nur knapp nicht den Einzug ins abschließende Finale schafften.
In seinem Senior-Jahr konnte Sunny Jane seine Einsatzbilanz um ein weiteres Mal verbessern, wobei er in 26 Ligapartien auflief, zwei Tore erzielte und sechs für seine Teamkollegen vorbereitete. In der Atlantic Coast Men’s Soccer 2013 wurden die Maryland Terrapins unter Langzeittrainer Sasho Cirovski abermals Meister der ACC und erreichten vor allem wegen des offensivstarken Patrick Mullins in der NCAA Division I Men’s Soccer Championship 2013 das Finale des College Cup. Dieses verlor das Team knapp mit 1:2 gegen die Notre Dame Fighting Irish, konnte sich jedoch NCAA-Vizemeister nennen. Nach seinem Abschluss von der UMCP nahm der zweifache Letterman an der MLS Combine teil, um dort die Repräsentanten der Major-League-Soccer-Franchises zu überzeugen und über den MLS SuperDraft 2014 in die höchste nordamerikanische Fußballliga zu kommen. Dieses Unterfangen scheiterte jedoch daran, dass der Lesother für den SuperDraft nicht berücksichtigt wurde.

### Profi in der US-amerikanischen Drittklassigkeit
Nachdem er von keinem MLS-Klub aufgenommen wurde, was vor allem auch mit den ausbleibenden individuellen Erfolgen während seiner Collegelaufbahn zusammenhing, gab das Franchise Wilmington Hammerheads mit Spielbetrieb in der drittklassigen USL Pro am 24. Februar 2014 die Verpflichtung des lesothischen Offensivakteurs bekannt. Dort nahm er jedoch an den ersten beiden Ligaspielen 2014 nicht teil, da die spätere Nationalmannschaftszugehörigkeit Janes noch geklärt werden musste, da dieser, im Falle eines Erhalts der US-amerikanischen Staatsangehörigkeit, auf eine Einberufung seiner neuen Heimat hoffte. Sein Profidebüt gab er daraufhin am 26. April 2014 bei einer 0:2-Niederlage gegen die Charlotte Eagles, als er in der 60. Spielminute auf den Rasen kam. Bereits einen Monat später konnte er bei einem Vorbereitungsspiel der US-U-20-Nationalmannschaft auf die WM-Qualifikation mit einem Hattrick überzeugen, den er bei einem Trainingsspiel der Hammerheads gegen die US-Juniorenauswahl erzielte. Sein erster Profiligatreffer gelang ihm am 23. August 2014 bei einem 2:1-Erfolg über den Orange County Blues FC, ehe er einen Tag später gegen LA Galaxy II einen Doppelpack erzielte. Das Spieljahr 2014 schloss er mit der Mannschaft auf dem siebten Platz ab und schied noch im Viertelfinale der anschließenden Play-offs gegen den späteren Meister Sacramento Republic aus. Selbst kam er über den Saisonverlauf auf 17 Ligaeinsätze, in denen er fünf Tore erzielte und weitere drei für seine Kameraden vorbereitete. Außerdem kam er im bereits genannten Play-off-Spiel gegen das Franchise aus Sacramento zum Einsatz.
Nach Abschluss des Spieljahres 2014 gab der Klub am 21. November 2014 bekannt, dass Jane und sein Teamkollege Paul Nicholson ihr zweites Jahr laut dem bestehenden Zweijahresvertrag weiterhin bei den Hammerheads bestreiten werden. Im Spieljahr 2015 blieben die sportlichen Erfolge weitgehend aus, wobei es die Mannschaft in 28 Ligapartien auf lediglich drei Siege brachte und dementsprechend im Endklassement der Eastern Conference den zwölften und damit letzten Platz belegte. Sunny Jane wurde dabei von Carson Porter, der noch im August des Vorjahres den langjährigen Trainer David Irving ablöste, in 24 dieser Partien eingesetzt und erzielte zwei Treffer, jedoch keine Assists. Im Anschluss auf diese enttäuschende Saison gab Jane im Januar 2016 seinen Wechsel zum Ligakonkurrenten Richmond Kickers bekannt.

## Nationalmannschaftskarriere
Seine ersten Erfahrungen auf internationaler Ebene sammelte Jane in den U-15- bzw. U-16-Auswahlen seines Heimatlandes Lesotho. Bereits als 13-Jähriger kam er zu ersten Auftritten in der lesothischen U-18-Nationalmannschaft und kam, als er bereits in den Vereinigten Staaten spielte, auch für die U-20-Nationalelf seines Heimatlandes zum Einsatz. Nachdem er anfangs, im Falle eines Erhalts der US-amerikanischen Staatsangehörigkeit, auf eine Einberufung seiner neuen Heimat hoffte und deshalb im Februar 2014 zur Klärung in seinem Heimatland war, entschied er sich im Mai bzw. Juni desselben Jahres dennoch für die lesothische Fußballnationalmannschaft, für die er am 1. Juni 2014 beim 2:0-Erfolg über Liberia in der Qualifikation zur Afrikameisterschaft 2015 sein Debüt gab. Dabei wurde er unter Mochini Matete von Beginn an eingesetzt und in der 59. Spielminute durch Phafa Tsosane ersetzt. Der Sieg verhalf Lesotho zur erstmaligen Teilnahme an der nächsten Qualifikationsrunde; bisher kam es nie über die erste Runde hinweg. In dieser wurde Jane ebenfalls beim 1:0-Hinspielsieg gegen Kenia eingesetzt und schaffte nach einem 0:0-Remis im Rückspiel sogar den Einzug in die anschließende Gruppenphase, in der das Team daraufhin, ohne Sunny Janes Teilnahme, mit zwei Remis und vier Niederlagen aus sechs Spielen als Letzter der Gruppe C ausschied. Nachdem er rund zehn Monaten nicht mehr berücksichtigt worden war, holte ihn Matete im Mai 2015 für den COSAFA Cup 2015 ins 21-Mann-Aufgebot. Hierbei kam er in Lesothos Eröffnungsspiel gegen Madagaskar, sowie im dritten und letzten Spiel gegen Tansania zum Einsatz, als er mit der Mannschaft als Dritter der Gruppe B vom laufenden Turnier ausschied.

## Erfolge
Maryland Terrapins
- 2× Meister der Atlantic Coast Conference: 2010, 2012 und 2013
- 1× Vizemeister der Atlantic Coast Conference: 2011
- 1× Vizemeister der NCAA Division I Men’s Soccer Championship: 2013